# Manila Lions FC
El Manila Lions Football Club és un club de futbol filipí de la ciutat de Manila.

## Història
El club va ser fundat el 7 de desembre de 1946 per l'entrenador de futbol Mariano Ong.
Durant els anys 1950 fou el gran dominador del futbol filipí, guanyant el campionat de Manila en set ocasions. Va participar en la Lliga de Campions de l'AFC del 1969. Més tard participà en la segona divisió de la United Football League.

## Palmarès
- Campionat de les Filipines de futbol:

1967
- Manila Football League

1955, 1956, 1957, 1958, 1959, 1960, 1961